# Барсегян, Сурен Айказович
Суре́н Айка́зович Барсегя́н (арм. Սուրեն Բարսեղյան; род. 12 октября 1959, Ереван) — советский и армянский футбольный тренер.

## Тренерская карьера
После 8-ми месяцев бездействия, а именно в середине января 2007 года, Барсегян заключил контракт с капанским «Гандзасаром». Помощниками Барсегяна стали Абраам Хашманян и Аветик Саргсян. Одновременно Барсегян возглавил и дубль «Гандзасара», выступающий в Первой лиге. В мае 2007 года возглавил ереванский «Улисс». Барсегян был вынужден переехать в Ереван из-за личных проблем, и здесь просто совпало приглашение «Улисса», которое он принял. С приходом Барсегяна команда выправила игру и в отличие от прошлых игр стала прибавлять, убрав приставку «аутсайдер». Под руководством Барсегяна «Улисс» очень хорошо провёл вторую половину чемпионата. Меж тем, с началом следующего чемпионата руководство клуба отправило специалиста в отставку. Это произошло после 4-го тура, в котором команда потерпела уже 3-е поражение. После этого Барсегян стал работать ассистентом Аркадия Андриасяна (а после его ухода Иштвана Секеча) в аштаракской «Мике». В сентябре 2008 года, вместо отправленного в отставку венгерского специалиста с российским паспортом Иштвана Секеча, «Мику» возглавил Барсегян. Его ассистентами в клубе стали: Армен Шахгельдян и Арташес Антонян. В феврале 2009 года подписал контракт с ливанским клубом «Салам Схарт». В конце июля 2010 года Барсегян принял приглашение директора комбината по горному обогащению Ахталы — Сероба Тер-Погосяна и возглавил должность местного спортивного советника. Основное внимание Барсегяна будет уделено развитию детско-юношеского спорта.

## Достижения
- Серебряный призёр чемпионата Армении: 2004
- Обладатель Кубка Армении: 2003
- Финалист Суперкубка Армении: 2004

## Интересные факты
Сурен Барсегян является сторонником введения лимита на легионеров в чемпионате Армении по футболу.